# زلزال كنجه 1139
كان زلزال كنجه عام 1139 أحد أسوأ الأحداث الزلزالية في التاريخ. أثّر الزلزال على أراضي الإمبراطورية السلجوقية ومملكة جورجيا (أذربيجان وجورجيا الحديثتين). قدّرت قوة الزلزال بـ 7.7 درجة. تراوح عدد قتلى الزلزال بين 230,000 و300,000 شخصاً

## الهزة الأرضية
قدرت قوة الزلزال بمقياس درجة العزم بـ 7.0-7.3 و7.7 أو 7.5 درجة، وكان مركزه على عمق 16–23 كيلومتر (9.9–14.3 ميل).    حدّدت أقصى شدة له من IX (عنيف) إلى XI (شديد) على مقياس ميركالي.  ذكر أن السكان في حلب شعروا به (شدة الشعور II - ضعيفة).
توقّع الباحثون أن إحداثيات موقع مركز الزلزال بالقرب من كنجه. يهيمن على هذه المنطقة من القوقاز الصغرى الطبيعة التكتونية المائلة والانزلاقات. بلغ طول امتداد الصدع 490 كيلومترًا، حيث أظهر الصدع إزاحة جانبية لليمين، ولكن في الجزء الغربي الأقصى، كان الانزلاق جانبياً إلى اليسار. يشار إلى أن صدع بامباك سيفان سيونيك مسؤول أيضًا عن زلزال زانغيزور عام 1931. 

## الأضرار

بوابات كنجة في دير جيلاتي

تسبب الزلزال بدمارٍ هائل في منطقتي خاتشين وباريسوس في سيونيك. تعرضت مدينة غاندزاك أيضًا للدمار، ما أدى إلى دفن العديد من سكان المدينة تحت الأنقاض. دُمّرت العديد من الأبنية بما في ذلك أديرة وكنائس وقلاع وقرى في المنطقة الجبلية بالكامل. ولا يُعرف عدد الأشخاص الذين ماتوا في الجبال، حيث وصف العدد بأنه "لا يحصى".  تسبب الاهتزاز الشديد في حدوث انهيارات أرضية ضخمة على جوانب الجبال والأودية في منطقة جبال القوقاز. انهارت أجزاء من جبل كاباز، وأدى الانهيار الأرضي الناتج عن ذلك إلى سد نهر Kürəkçay، مشكّلاً بحيرة غويغول. تشكلت ست بحيرات أخرى، منها بحيرة مارالغول وبحيرة آغول. 
يقدر عدد القتلى من هذا الزلزال ما بين 230,000 و300,000 شخصاً، ما يجعله أحد أكثر الزلازل فتكًا في التاريخ. وكان من بين القتلى ابنان لحاكم الإمبراطورية السلجوقية آنذاك، قره سنقر. لا يزال عدد القتلى مثيرًا للجدل حيث صرح بعض المؤلفين بأنه مبالغة بالنظر إلى عدد سكان المنطقة وقت وقوع الكارثة،  أو أن ما ورد كان خلطًا مع زلزال حلب 1138 وزلزال الجزيرة 1137. 

## ما بعد الكارثة
استغل الملك ديمتريوس الأول ملك جورجيا الزلزال ونهب المدينة. سرق الجنود العديد من القطع الأثرية والأشياء الثمينة من المدينة، بما في ذلك بوابات غنجة الأثرية.   أعاد قره سنقر بناء المدينة، حيث بدأت في الازدهار. 

## أنظر أيضاً
- قائمة الزلازل
- قائمة الزلازل التاريخية
- قائمة الزلازل في أذربيجان
- قائمة الزلازل في جورجيا (الدولة)